# 乌赛
乌赛（法語：Houssay，法語發音：[usɛ]）是法国马耶讷省的一个市镇，属于贡捷堡区。

## 地理
乌赛（47°54'51"N, 0°44'9"W）面积14.26 平方千米，位于法国卢瓦尔河地区大区马耶讷省，该省份为法国西北部内陆省份，北起芒什省和奧恩省，西接伊勒-维莱讷省，南至曼恩-卢瓦尔省，东临萨尔特省。
与乌赛接壤的市镇（或旧市镇、城区）包括：奥里涅、克莱讷圣戈、维利耶沙勒马涅、拉罗什讷维尔。

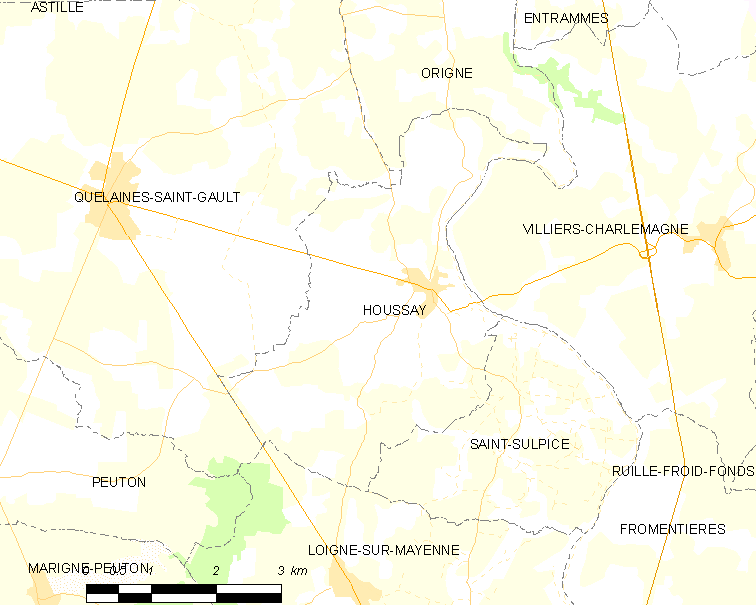
乌赛的OSM定位图

乌赛的时区为UTC+01:00、UTC+02:00（夏令时）。

## 行政
乌赛的邮政编码为53360，INSEE市镇编码为53117。

## 政治
乌赛所属的省级选区为马耶讷河畔贡捷堡第一县。

## 人口

1962-2008年间乌赛人口变化图示

乌赛于2022年1月1日时的人口数量为496人。